# Saverio Cannistrà
Saverio Antonio Gennaro Cannistrà (Catanzaro, 3 ottobre 1958) è un arcivescovo cattolico e teologo italiano, dal 6 febbraio 2025 arcivescovo metropolita di Pisa.

## Biografia
È nato a Catanzaro, città capoluogo di provincia e sede arcivescovile, il 3 ottobre 1958.

### Formazione e ministero sacerdotale
Ha studiato lettere presso l'Università di Pisa e la Scuola Normale Superiore. Allievo di Gianfranco Contini, si è laureato con una tesi in filologia romanza intitolata Saggio di edizione del canzoniere di Peire d'Alvernhe. Dal 1981 al 1984 ha lavorato come redattore presso la casa editrice Einaudi a Torino.
Il 17 settembre 1985 è entrato nel noviziato della provincia italiana di Toscana dell'Ordine dei carmelitani scalzi e ha emesso la professione perpetua il 14 settembre 1990. Il 24 ottobre 1992 è stato ordinato sacerdote.
Ha ricoperto i seguenti incarichi e svolto ulteriori studi: Dottorato in teologia dogmatica presso la Pontificia Università Gregoriana di Roma (1998); docente di teologia trinitaria presso la Pontificia Facoltà Teologica e Istituto di spiritualità Teresianum di Roma (1995-2003), divenendo membro del comitato scientifico dell'omonima rivista; professore di cristologia e antropologia Teologica presso la Facoltà Teologica dell'Italia Centrale di Firenze (2003-2009). Nel 2007 è stato eletto membro del consiglio di presidenza dell'Associazione Teologica Italiana.
Nella provincia toscana dei carmelitani scalzi è stato consigliere provinciale (1996-2002), maestro dei postulanti e degli studenti (1999-2008), provinciale (dal 2008). È stato vicario parrocchiale della parrocchia di San Pancrazio a Roma e formatore dei postulanti e dei professi temporanei della provincia dell'Italia Centrale.
Il 20 aprile 2009, in occasione del 90º capitolo generale dell'Ordine dei carmelitani scalzi nella Domus Carmeli di Fátima (Portogallo), a cui hanno partecipato oltre 100 membri dell'ordine provenienti da 80 nazioni, è stato eletto preposito generale, succedendo a Luis Aróstegui Gamboa, eletto nel 2003.
Il 7 maggio 2015, nella quinta sessione del 91º Capitolo generale dei Carmelitani ad Avila, Cannistrà è stato rieletto generale dell'ordine per un ulteriore mandato di 6 anni.
L'8 luglio 2019 papa Francesco lo ha nominato membro della Congregazione per gli istituti di vita consacrata e le società di vita apostolica per cinque anni.

### Ministero episcopale
Il 6 febbraio 2025 papa Francesco lo ha nominato arcivescovo metropolita di Pisa; è succeduto a Giovanni Paolo Benotto, dimessosi per raggiunti limiti d'età. L'11 maggio seguente ha ricevuto l'ordinazione episcopale dal predecessore nella cattedrale di Santa Maria Assunta a Pisa, co-consacranti il vescovo Botros Fahim Awad Hanna e il cardinale Augusto Paolo Lojudice. Durante la stessa celebrazione ha preso possesso dell'arcidiocesi.

## Genealogia episcopale
La genealogia episcopale è:
- Cardinale Scipione Rebiba
- Cardinale Giulio Antonio Santori
- Cardinale Girolamo Bernerio, O.P.
- Arcivescovo Galeazzo Sanvitale
- Cardinale Ludovico Ludovisi
- Cardinale Luigi Caetani
- Cardinale Ulderico Carpegna
- Cardinale Paluzzo Paluzzi Altieri degli Albertoni
- Papa Benedetto XIII
- Papa Benedetto XIV
- Papa Clemente XIII
- Cardinale Enrico Benedetto Stuart
- Papa Leone XII
- Cardinale Chiarissimo Falconieri Mellini
- Cardinale Camillo Di Pietro
- Cardinale Mieczysław Halka Ledóchowski
- Cardinale Jan Maurycy Paweł Puzyna de Kosielsko
- Arcivescovo Józef Bilczewski
- Arcivescovo Bolesław Twardowski
- Arcivescovo Eugeniusz Baziak
- Papa Giovanni Paolo II
- Arcivescovo Alessandro Plotti
- Arcivescovo Giovanni Paolo Benotto
- Arcivescovo Saverio Cannistrà, O.C.D.